# Piazza Castello

Mantua, Piazza Castello

Die Piazza Castello ist einer der wichtigsten Plätze im historischen Zentrum von Mantua.

## Geschichte und Beschreibung
Der Platz, der früher Prato di Castello hieß, wird von der Piazza Sordello aus durch das monumentale, mit Fresken bemalte Portal betreten, das ein Werk von Antonio Maria Viani ist. Der Raum öffnet sich zum Palazzo Ducale, der historischen Residenz der Gonzaga, den Herren von Mantua und dem Castello di San Giorgio. Er wurde im 16. Jahrhundert vom Architekten Giovanni Battista Bertani, einem Schüler von Giulio Romano und Prefetto delle Fabbriche Gonzaghesche, von 1549 bis 1576 errichtet.
Er ist auf drei Seiten von freskengeschmückten Säulengängen mit Rundbögen umgeben und steht mit dem Eingang des Schlosses in Verbindung, durch den man die berühmte Camera degli Sposi, ein Werk von Andrea Mantegna aus den Jahren 1465–1474, betreten kann. Die Piazza Castello führt zu dem kleinen Platz vor der Basilika Palatina di Santa Barbara, die ebenfalls von Bertani in der zweiten Hälfte des 16. Jahrhunderts errichtet wurde. An der Stelle des mehrfach zerstörten Hoftheaters befindet sich heute das Nationale Archäologische Museum. Der Platz wird für Veranstaltungen im Zusammenhang mit der Festivaletteratura genutzt.

## Bilder

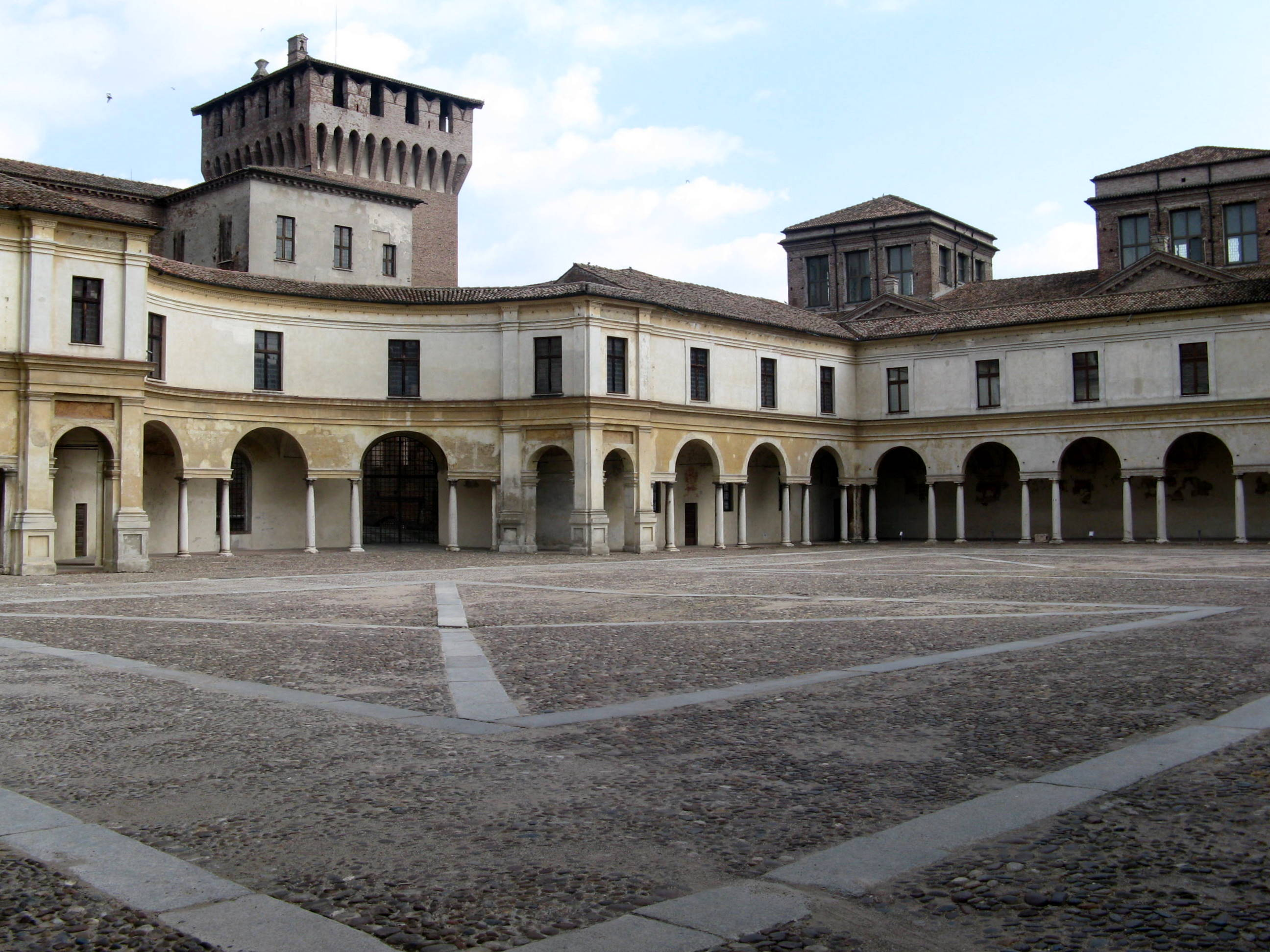
Piazza Castello
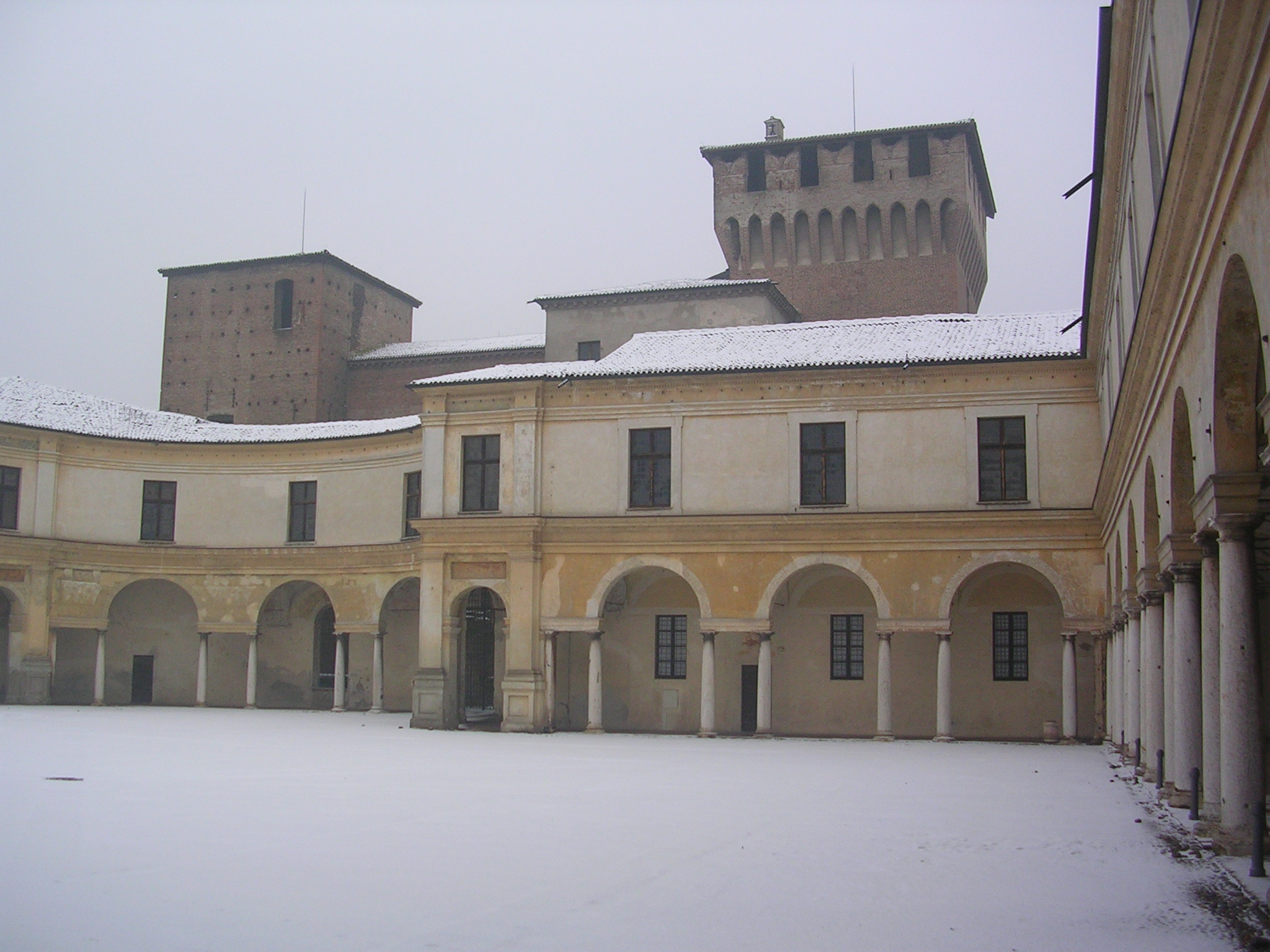
Piazza Castello mit dem dahinter liegenden Castello di San Giorgio
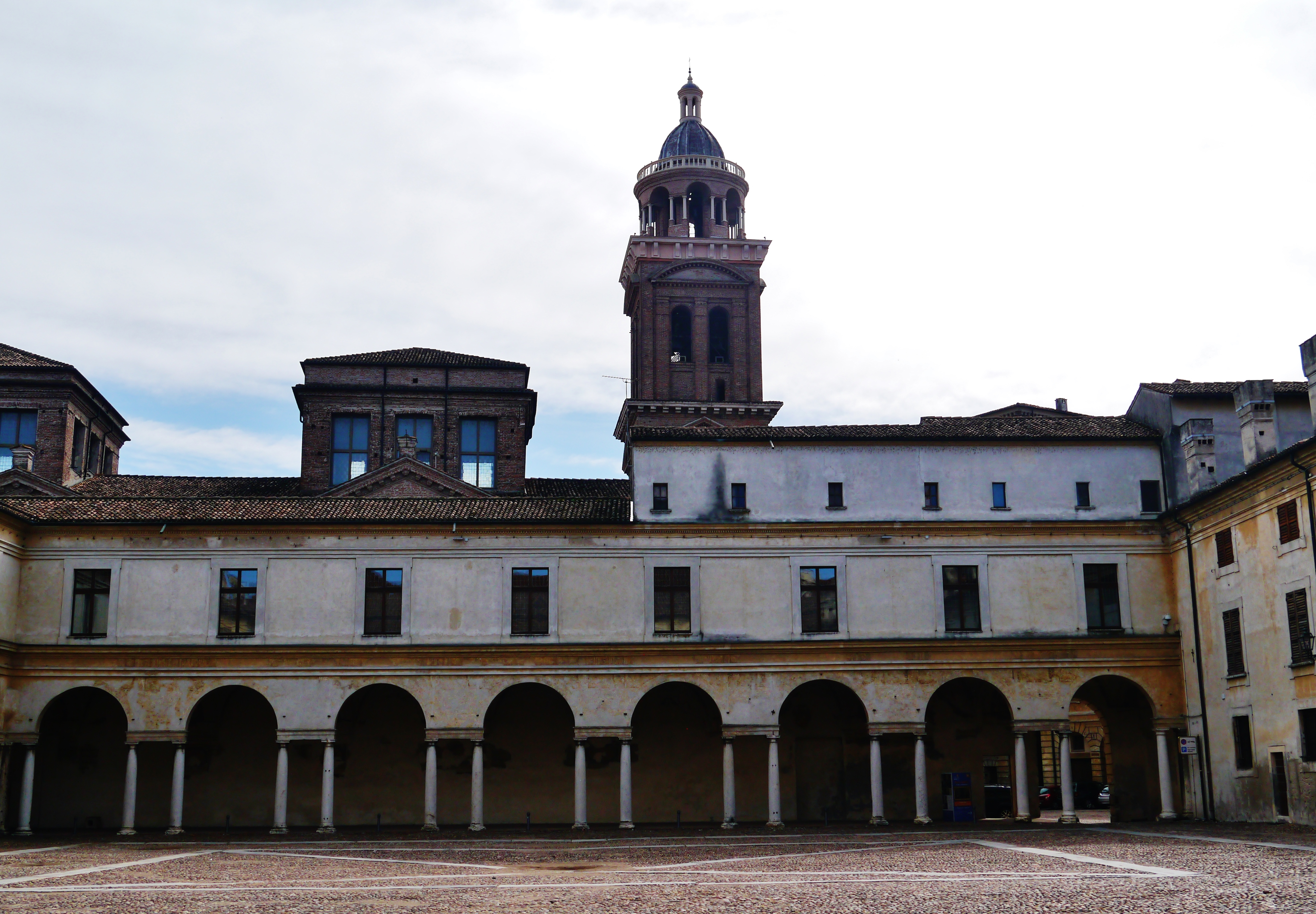
Piazza Castello mit dem Campanile der Basilika Palatina di Santa Barbara
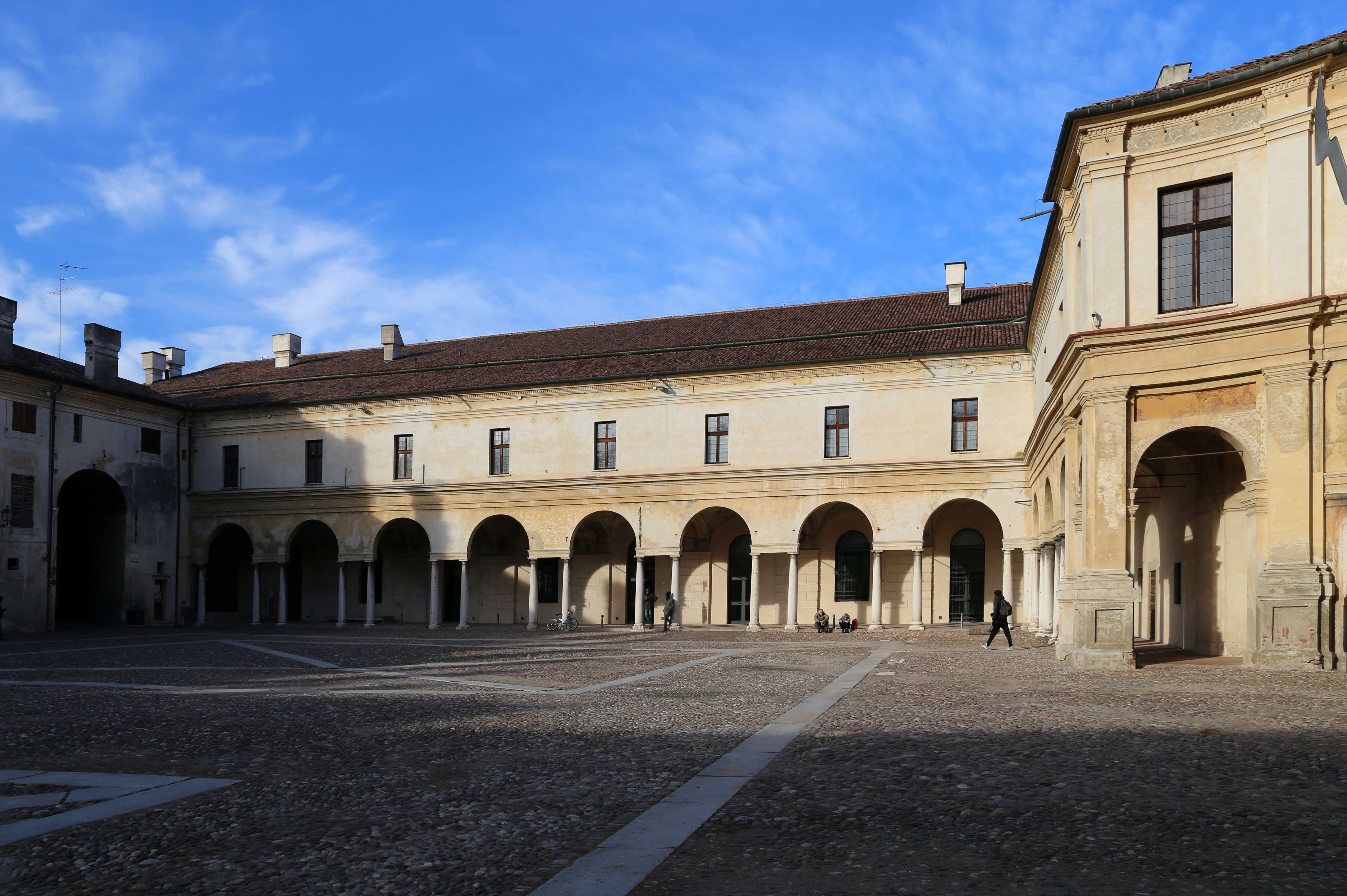
Palazzo Ducale
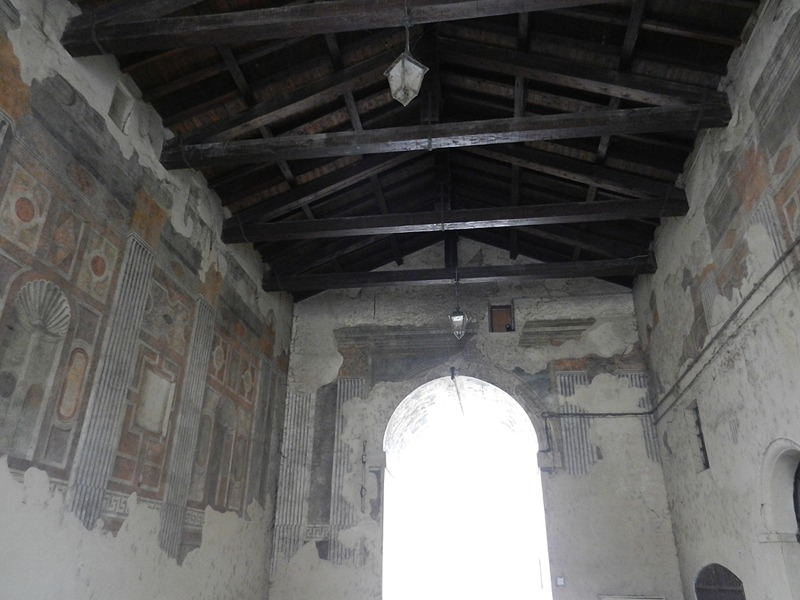
Eingang von der Piazza Sordello
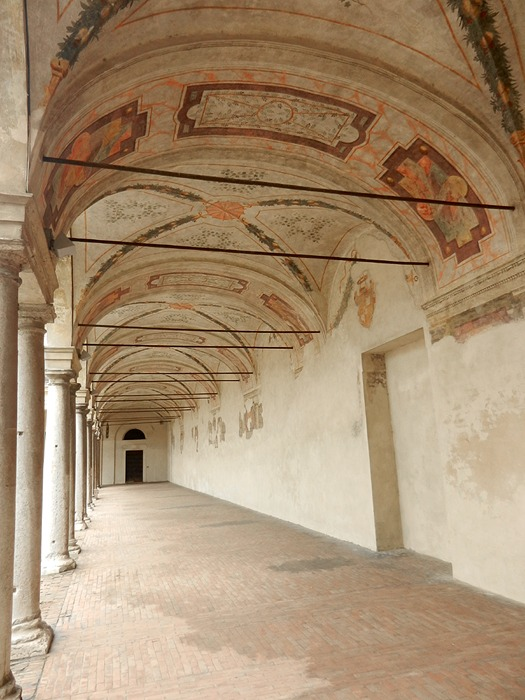
Loggia mit Fresken